# Murviel-lès-Béziers
Murviel-lès-Béziers (en idioma occitano Murvièlh (de Besièrs)) es una población y comuna francesa, situada en la región de Occitania, departamento de Hérault, en el distrito de Béziers y cantón de Cazouls-lès-Béziers.

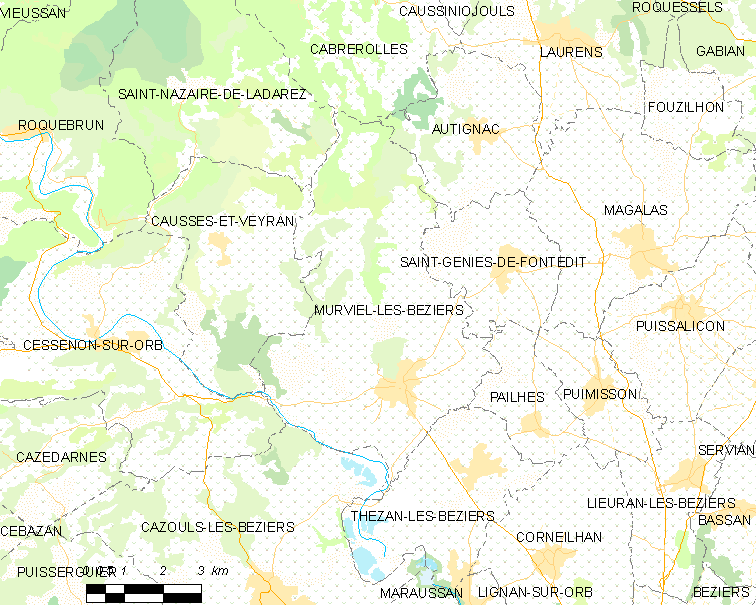
Mapa de Murviel-lès-Béziers.

## Demografía
| 2025 | 2023 | 1871 | 1949 | 2264 | 2392 | 3004 |
| Para los censos de 1962 a 1999 la población legal corresponde a la población sin duplicidades (Fuente: INSEE [Consultar]) |      |      |      |      |      |      |